# Silvia Kumpan-Takacs
Silvia Kumpan-Takacs (* 10. Jänner 1979 in Wien als Silvia Takacs) ist eine österreichische Politikerin der Sozialdemokratischen Partei Österreichs (SPÖ). Seit dem 24. Oktober 2024 ist sie Abgeordnete zum Nationalrat.

## Leben

### Ausbildung und Beruf
Silvia Takacs besuchte nach der Volksschule in Schwadorf die Höhere Internatsschule des Bundes (HIB) Boerhaavegasse, wo sie 1997 maturierte. Anschließend absolvierte sie bis 1999 das Kolleg für Elementarpädagogik an der Bildungsanstalt für Elementarpädagogik Albertgasse in Wien. Ab 2004 besuchte sie den Masterlehrgang Supervision, Coaching und Organisationsentwicklung der ARGE Bildungsmanagement, den sie 2007 als Master of Science abschloss. An der FH Campus Wien absolvierte sie von 2015 bis 2018 ein Bachelorstudium Sozialmanagement in der Elementarpädagogik.
Von 1997 bis 1999 war sie im Spielwarenhandel, in der Kinderbildung und der Ferienbetreuung tätig. Ab 1999 war sie Elementarpädagogin im Landes-Kindergarten Maria Lanzendorf, dessen Leitung sie 2007 übernahm. Kumpan-Takacs ist verheiratet und Mutter zweier Kinder (* 2011 und 2014).

### Politik
Seit 2015 ist sie geschäftsführendes Mitglied des Gemeinderates in der Gemeinde Rauchenwarth, wo sie 2022 ihrem Vater Rudolf Takacs als SPÖ-Ortsparteivorsitzende nachfolgte. Seit 2015 gehört sie dem Bezirksparteivorstand der SPÖ im Bezirk Bruck an der Leitha an, wo sie 2022 SPÖ-Bezirksfrauenvorsitzende wurde. In der SPÖ Niederösterreich wurde sie 2022 Mitglied des Landesfrauenvorstandes und 2023 Mitglied des Landesparteivorstandes.
Für die Nationalratswahl 2024 wurde sie von der SPÖ hinter Rudolf Silvan an zweiter Stelle im Landeswahlkreis Niederösterreich sowie als Spitzenkandidatin im Regionalwahlkreis Niederösterreich Ost nominiert. In der konstituierenden Sitzung der XXVIII. Gesetzgebungsperiode am 24. Oktober 2024 wurde sie über die Landesliste als Abgeordnete zum Nationalrat angelobt. Im SPÖ-Parlamentsklub wurde sie im März 2025 Bereichssprecherin für Elementarpädagogik.